# Vicent Alcayne Armengol
Vicent Alcayne Armengol   (València, 17 d'abril de 1828 - València, 20 de febrer de 1913) fou un arquitecte, mestre d'obres i polític valencià.
El 1847 es va graduar a l'Escola de Belles Arts de Sant Carles, i entre 1851 i 1855 va participar en exposicions públiques organitzades per la Secció d'Arquitectura de la Societat Econòmica d'Amics del País presentant plànols d'arcs i documents. El 1855 va obtenir el títol de director de camins veïnals i canals de rec i el 1854 fou nomenat visitador general del riu Túria. Durant el seu mandat va redactar memòries descriptives de pantans com el de Xestalgar i estudià la distribució de les preses de regadiu. El 1857 va obtenir el títol de mestre d'obres, el 1865 participà en el projecte de delineació del clavegueram de València i el 1866 va projectar la font del mercat del Cabanyal. També va construir, gràcies al capital aportat per Vicente Pulido i Felipe Tello, una fàbrica de mosaics de porcellana pel recobriment de paviments a l'Alcúdia de Crespins, anomenada La Alcudiana.
Durant el sexenni democràtic fou regidor de l'ajuntament de València pel Partit Republicà, i el 1873 fou alcalde provisional de València quan l'alcalde cantonalista Francisco de Paula Gras Mirabell perquè li entregués l'alcaldia a Arsenio Martínez-Campos Antón. Va participar en la fundació de Lo Rat Penat i va publicar articles sobre arquitectura migeval a La Ilustración Valenciana (1883). Membre del Partit Republicà Possibilista, fou escollit alcalde de València entre desembre de 1888 i març de 1889. El 1895 formaria part de la Coalició Republicana.
En els anys posteriors es dedicaria a l'arquitectura, dissenyant palauets urbans, viles residencials i d'esbarjo, naus industrials, d'estil eclèctic-historicista fins 1903 i d'estil neobarroc amb aspectes modernistes fins 1912. Aquell any seria apoderat del pintor Josep Benlliure i Gil.

## Obra escrita
- La Vega de Valencia y el río Turia, València, Imprenta José Rius, 1867
- El Valor de la “Filá del Agua”, València, 1869.

## Obra arquitectònica
- Edifici d'habitatges de Mariano Cruz, Passeig de Russafa, n. 24, València, 1859;
- Ermita de Nostra Senyora dels Àngels, Hort de la Serratella, Carcaixent, 1881;
- Casa de Bernardo Gómez, carrer Editor Manuel Aguilar, n. 4, València, 1902
- Casa de Francisco Giménez Gil, carrer Taquígraf Martí, n. 7, València, 1905
- Casa d'Antonio Noguera, Gran Via del Marquès del Túria cantonada al carrer de Gregori Maians, València, 1905
- Palauet de la comtessa de Bunyol, carrer Isabel la Catòlica, n. 6, València, 1906